# Palazzo Priotti
Il Palazzo Priotti è un edificio storico della città di Torino. Rappresenta una delle prime sperimentazioni che, da un'impostazione ancora evidentemente eclettica, lascia trasparire primi stilemi liberty.
L'edificio è compreso nel quartiere Centro e sorge a pochi metri di distanza dalla stazione di Porta Nuova, anch'essa progettata da Carlo Ceppi.

## Storia
La progettazione di questo edificio risale a un periodo particolarmente felice per il capoluogo sabaudo. Nella seconda metà dell'Ottocento, infatti, la città visse un inatteso periodo di rinnovamento ed una nuova espansione in conseguenza della sua nuova vocazione industriale. 
La progettazione dell'edificio venne inizialmente affidata dalla famiglia Priotti all'architetto Camillo Riccio, rimaneggiando una costruzione preesistente risalente al 1861 e progettata dall'architetto Blachier.
 Il vecchio edificio era noto in città per ospitare sin dal 1865, sull'angolo dell'attuale via Urbano Rattazzi, il celebre Caffè Burello, abituale ritrovo di viaggiatori e dell'aristocrazia, ma anche dell'emergente borghesia torinese.
In seguito all'improvvisa morte dell'architetto Riccio nel 1899 il progetto venne affidato a Carlo Ceppi, già noto per aver realizzato numerose residenze, alcune chiese e la recentissima stazione di Porta Nuova. La costruzione dell'edificio terminò nel 1901 e apparve da subito un elegante esempio di eclettismo già molto influenzato dal nascente stile liberty che caratterizzò il panorama architettonico torinese del successivo decennio. 
Nel 1913 l'edificio divenne proprietà della famiglia Frisetti che, al posto della patinoire ubicata nella corte interna, fece realizzare su progetto dell'architetto Eugenio Ballatore di Rosana una sala cinematografica che, dopo ulteriori riadattamenti, esiste ancora ai giorni nostri come Cinema Ambrosio.
Risparmiata dai bombardamenti del secondo conflitto mondiale, l'edificio attualmente è sede di alcuni studi professionali e residenze private.

## Caratteristiche progettuali
Realizzato su progetto di Carlo Ceppi l'edificio sorge al confine del centro storico con il quartiere San Salvario e si sviluppa su cinque piani fuori terra, più il piano mansardato.
Il piano stradale ospita locali commerciali e il noto Cinema Ambrosio sormontati dal tipico mezzanino e gode di una privilegiata collocazione lungo l'asse di corso Vittorio Emanuele II, mentre è percorso lateralmente da via Urbano Rattazzi e via Carlo Alberto. 
L'edificio presenta un largo uso di decorazioni in litocemento e si inserisce armonicamente nel contesto urbano del corso che, in quegli anni, fu rinominato intitolandolo alla memoria di Vittorio Emanuele II. L'architettura si distingue per un ricco apparato decorativo che manifesta una commistione di primi elementi liberty, allo stile barocco tanto caro al Ceppi.
La facciata principale di corso Vittorio Emanuele II determina la fine del percorso porticato progettato dall’architetto Carlo Promis che coinvolge tutti gli edifici intorno alla stazione di Porta Nuova e all'adiacente piazza Carlo Felice. Essa è caratterizzata da  grandi conchiglie che accolgono i bovindi, alternate da analoghe conchiglie fanno da sostegno ai balconcini riccamente decorati con ringhiere in ferro battuto. Il susseguirsi di decorazioni, stucchi, sculture, rendono i prospetti particolarmente ricchi e la cimasa centrale della facciata principale rappresenta la cifra stilistica tipica del Ceppi, quest'ultimo elemento decorativo già riscontrato in palazzo Ceirana-Mayneri, sormonta un ampio lucernario tripartito da colonne a torciglione, fregi, pinnacoli e abbondanti decori in litocemento.

## Come arrivarci
M1 Metropolitana Fermi - Lingotto (fermata Porta Nuova).